# John Sell Cotman

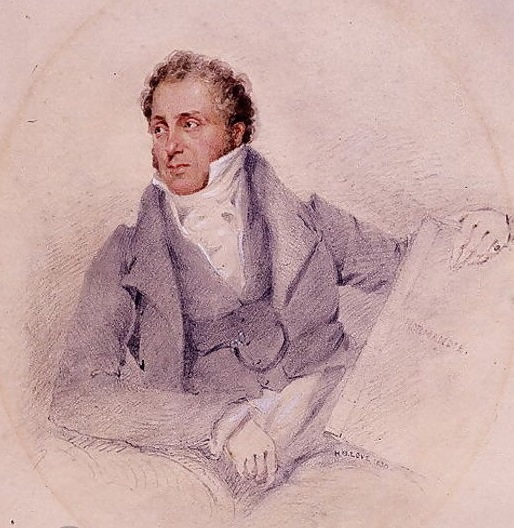
John Sell Cotman, självporträtt.

John Sell Cotman, född den 16 maj 1782 i Norwich, England, död den 24 juli 1842, var en engelsk marin- och landskapsmålare, etsare, illustratör och författare. Han var en av de ledande i den så kallade Norwichskolan och en av sin tids mest betydande landskapsmålare.

## Biografi

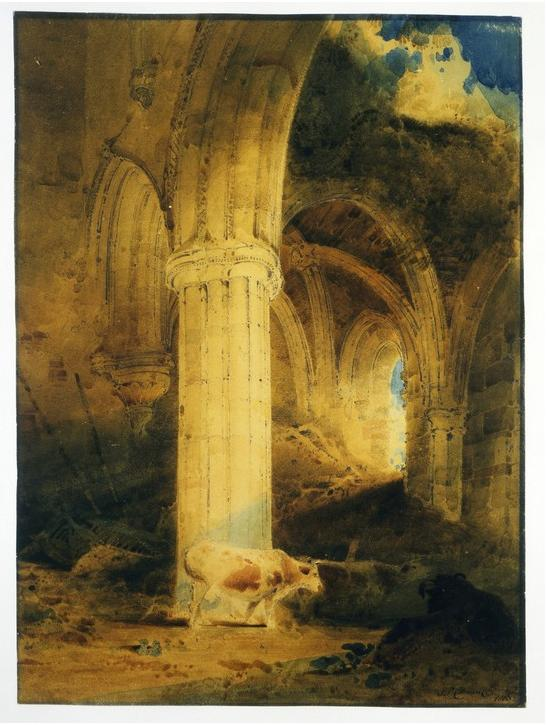
Ruiner av Rievaulx Abbey, Yorkshire (1803).

Cotman var son till en textilhandlare och utbildade sig vid Free Grammar School i Norwich. Han visade talang för konst redan i unga år och gjorde ofta resor på den omgivande landsbygden för att måla.
Istället för att börja i faderns företag flyttade han till London 1797 – 98 för att börja en karriär inom konsten. Han fick som mecenat Dr Thomas Monro, vars hus i Adelphi Terrace också var en ateljé och mötesplats för konstnärer. Där gjorde han bekantskap med J.V.M. Turner, Peter de Wint och Thomas Girtin, varav speciellt den senare kom att ha stort inflytande på hans konstnärliga utveckling.
År 1800 hade Cotman sin första utställning med fem målningar från Surrey och en av Harlech Castle, på Royal Academy of Arts. Samma år tilldelades han en hederspalett av Society of Arts. Under de närmast kommande åren gjorde han flera resor för att måla i England och Wales och hade flera utställningar på konstakademin fram till 1806.
Även under hans år i London hade Cotman tillbringat en del tid i sin födelsestad, bland annat som bildlärare vid Norwich Mercury och 1806 flyttade han tillbaka dit. Han hade flera utställningar hos Norwich Society of Artists och 1811 blev han föreningens ledare.
Under år 1811 visade han sin första utställning av etsningar, de flesta av byggnader i Yorkshire. Han följde upp denna med en uppsättning av 60 etsningar av gamla byggnader i Norfolk, som publicerades i tio omgångar mellan 1812 och 1818.
Från 1812 till 1823 bodde Cotman vid kusten i Great Yarmouth där han studerade sjöfart och former hos havet och dess vågor. Några av hans bästa marina målningar kommer från denna tid. Emellertid återvände han 1824 till Norwich i hopp om att förbättra sin ekonomiska ställning. Där byggde han upp en samling av tryck, böcker och fartygsmodeller till hjälps för sina kompositioner.
År 1825 blev Cotman medlem i Royal Society of Painters in Watercolours och hade ett flertal utställningar fram till 1839.

### Kings College, London
År 1834 Cotman utsågs Master of Landscape Drawing på Kings College School i London, på rekommendation av J.M.W. Turner. Dante Gabriel Rossetti var en av hans elever. I London var Cotman nära vän med ett antal konstnärer som James Stark, George Cattermole, Samuel Prout och Cornelius Varley. År 1836 blev han hedersmedlem i Institute of British Architects, och år 1838 publicerades alla hans etsningar av Henry George Bohn inklusive "Liber Studiorum".
Cotman dog i juli 1842, och begravdes på kyrkogården bakom St Johns Wood kapell. Därefter blev alla hans verk och hans samling av tryck och böcker sålda på auktion på Christies, för drygt  525 pund - en uppseendeväckande liten summa.
Hans söner, Miles Edmund Cotman och John Joseph Cotman , blev också målare av rang och hans namn används nu som ett varumärke av Winsor & Newton för en serie akvarellmaterial.

## Cotmans arbeten
Cotman arbetade i olja, akvarell, pennor och krita, samt producerade flera hundra etsningar. Hans arbete finns i Storbritannien i Castle Museum och Art Gallery i Norwich (drygt 2000 stycken), Tate Gallery, British Museum och Victoria & Albert Museum i London, Fitzwilliam Museum i Cambridge, City Art Gallery i Leeds och andra regionala centra. I USA är Cotman representerad på Yale Center for British Art i New Haven, Connecticut och andra gallerier runt om i landet.

## Publicerade arbeten
- Etchings of Ancient Buildings in England (1811)
- Specimens of Norman and Gothic Architecture in the County of Norfolk (1817)
- Excursions in the County of Norfolk' (1818). (med Cromwell, Thomas.)
- Sepulchral brasses in Norfolk (London: Henry G. Bohn, 1819).
- .Architectural Antiquities of Normandy (1822). (med Dawson Turner)